# Букова Греда
Букова Греда је насељено мјесто у општини Орашје, Босна и Херцеговина. Насеље се до 1991. налазило у склопу насеља Бок.

## Становништво
|                      | 2013.        | 1991.        |
| Укупно               | 134 (100,0%) | 306 (100,0%) |
| Хрвати               | 129 (96,27%) | 135 (44,12%) |
| Срби                 | 3 (2,239%)   | 163 (53,27%) |
| Босанци и Херцеговци | 1 (0,746%)   | –            |
| Православци          | 1 (0,746%)   | –            |
| Југословени          | –            | 5 (1,634%)   |
| Остали               | –            | 3 (0,980%)   |